# Trichosanthes mianyangensis
Trichosanthes mianyangensis là một loài thực vật có hoa trong họ Cucurbitaceae. Loài này được C.H. Yueh & R.G. Liao miêu tả khoa học đầu tiên năm 1992.